# The Short North
Pour les articles homonymes, voir North.
The Short North est un quartier de Columbus, en Ohio.
Ce quartier est connu pour ses grandes fresques murales.
Il abrite également une importante communauté gay et lesbienne.